# Гавиније Римски
Гавиније Римски је ранохришћански свештеномученик, писац и светитељ из Рима.
Гавиније је био брат папе Каја и рођак цара Диоклецијана и отац свете мученице Сузане. Био је добар познавалац световне философије и одличан познавалац Светог Писма. По савету и настојању свога брата папе Каја написао је многе књиге против незнабожачких заблуда. Иако су обојица били сродници цара Диоклецијана, Диоклецијан их је презрео и прогонио због њихове хришћанске вере и одбијања да принесе паганску жртву.
Пострадао је 295. године. Његове мошти се чувају у Храму Свете Тројице у Лиону.
Православна црква прославља светог Гавинија, заједно са ћерком Сузаном и осталима 11. августа по јулијанском календару. 